# Udby Sogn (Holbæk Kommune)
 For alternative betydninger, se Udby Sogn. (Se også artikler, som begynder med Udby Sogn)
Udby Sogn var et sogn i Holbæk Provsti (Roskilde Stift). Sognet indgik 1. januar 2016 i Tuse Næs Sogn sammen med Hørby Sogn.
I 1800-tallet var Udby Sogn et selvstændigt pastorat. Det hørte til Tuse Herred i Holbæk Amt. Udby sognekommune gik inden kommunalreformen i 1970 ind i Tuse Næs Kommune, der ved selve reformen blev indlemmet i Holbæk Kommune.
I Udby Sogn ligger Udby Kirke.
I sognet findes følgende autoriserede stednavne:
- Bognæs (bebyggelse, ejerlav)
- Bomhuse (bebyggelse)
- Bækkehuse (bebyggelse)
- Kisserup (bebyggelse, ejerlav)
- Kisserup Strand (bebyggelse)
- Løserup (bebyggelse, ejerlav)
- Løserup Strand (bebyggelse)
- Minkemark (bebyggelse)
- Mose (bebyggelse, ejerlav)
- Staslunde (bebyggelse)
- Tuse Næs (areal)
- Udby (bebyggelse, ejerlav)